# Reciclare

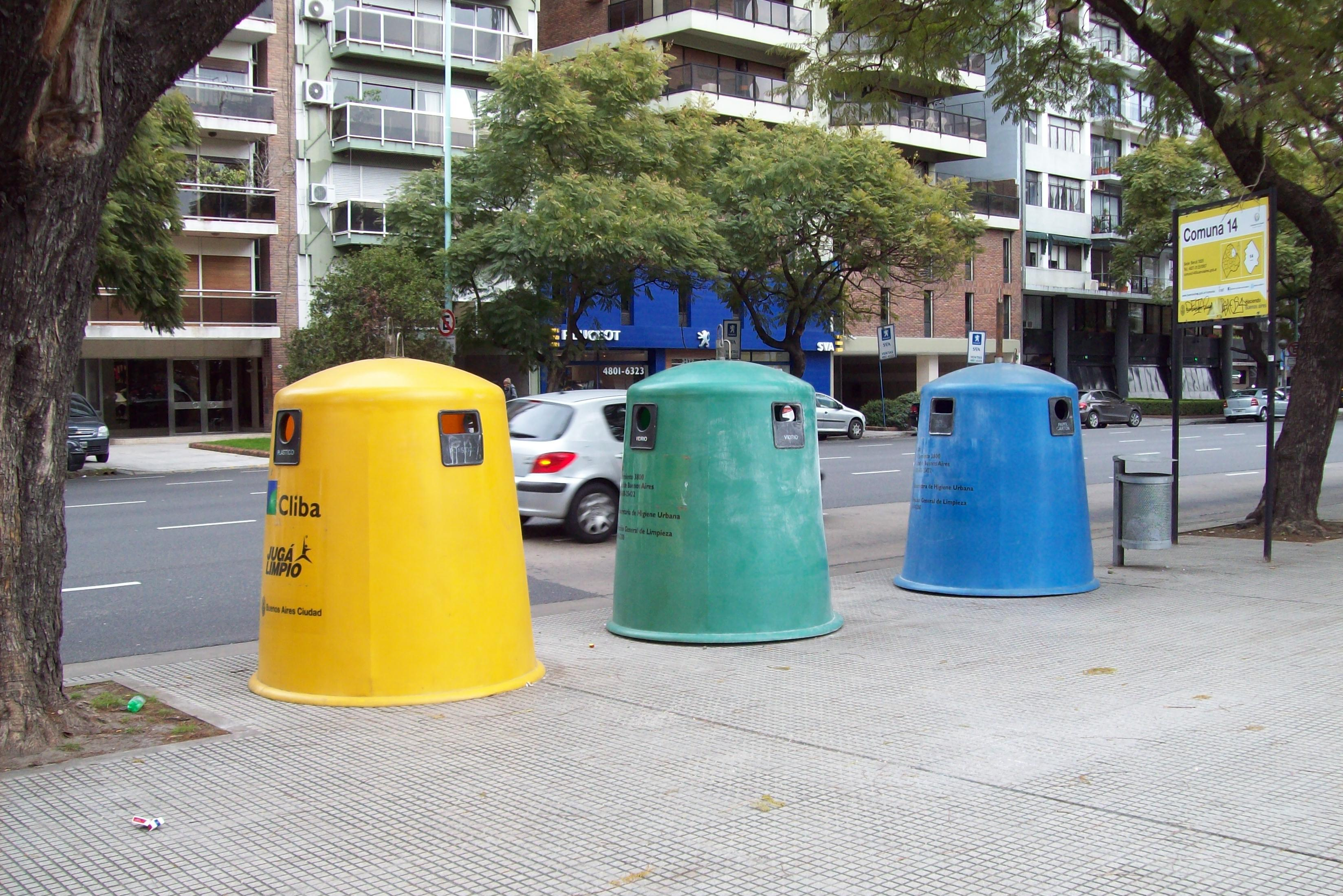
Recipiente folosite pentru colectarea produselor plastice, a sticlei și a hârtiei, urmând ca materialele să fie reciclate.

Reciclarea reprezintă introducerea unor reziduuri sau deșeuri într-un proces tehnologic pentru a obține reutilizarea și valorificarea lor sau în scopuri ecologice. Prin intermediul reciclării se reduce consumul de materie primă nouă și de asemenea se reduce consumul de energie și nivelul de contaminare al mediului natural.